# Journal of Libertarian Studies
Le Journal of Libertarian Studies (en français Revue des études libertariennes) est une revue universitaire publiée conjointement par l'Institut Mises et l'essayiste américain Lew Rockwell. Elle a été fondée au printemps 1977 par le philosophe Murray Rothbard, qui en est resté le rédacteur en chef jusqu'à sa mort en 1995. Avant que l'Institut Mises la prenne en charge, elle était publiée par le Center for Libertarian Studies.
Le Journal of Libertarian Studies s'intéresse au libertarianisme, et en particulier au courant anarcho-capitaliste dans le domaine historique, économique et philosophique. Il a eu une parution trimestrielle jusqu'en 2007, et annuelle depuis 2008.

## Contributeurs notables
| - Randy Barnett - Walter Block - Kevin Carson - Roy A. Childs, Jr. - Thomas DiLorenzo - Antony Flew - Paul Gottfried - F.A. Hayek - Jeffrey Herbener - Hans-Hermann Hoppe - John Hospers - Jesús Huerta de Soto - Jörg Guido Hülsmann - Anthony de Jasay | - Stephan Kinsella - Peter Kurrild-Klitgaard - Don Lavoie - Bruno Leoni - Leonard Liggio - Donald Livingston - Roderick Long - Carlo Lottieri - Tibor Machan - Wendy McElroy - Robert P. Murphy - Jan Narveson - Ralph Raico - George Reisman | - Morgan Reynolds - Lew Rockwell - Murray Rothbard - Joseph Salerno (en) - Pascal Salin - Joseph R. Stromberg - Thomas Szasz - Mark Thornton - Jeffrey Tucker - Frank van Dun - Carl Watner - Lawrence H. White - Tom Woods - Leland B. Yeager |